# Генерал-губернатор Соломонових островів
Генерал-губернатор  Соломонових Островів —  посадова  особа,  що  представляє  монарха Соломонових островів  в  державі  Соломонові Острови. Посада  була  створена  7 липня 1978 р. з  проголошенням  незалежності  країни від В.Британії.

## Обрання
Генерал-губернатор  обирається  парламентом Соломонових Островів  та  призначається  монархом Соломонів.  

## Повноваження
Генерал-губернатор Соломонових Островів  діє  узгоджено  з  парламентом та урядом країни,  призначаючи  міністрів, суддів  та послів. Він  видає розпорядження про  розпуск  парламенту  та призначення  нових  виборів.  У  цілому  генерал-губернатор  грає  церемоніяльну роль  в  політичному  житті  країни.  Він  представляє  державу  і  монарха на різних урочистих заходах.  Обирається  строком  на 5 років.

## Список генерал-губернаторів Соломонових Островів
- Бадделі Девесі — 7.7.1978 — 7.7.1988
- Джордж Леппінг — 7.7.1988 — 7.7.1994
- Мозес Пітакака — 7.7.1994 — 7.7.1999
- Джон Лаплі — 7.7.1999 — 7.7.2004
- Натаніель Ваена — 7.7.2004 — 7.7.2009
- Френк Кабуї — 7.7.2009 — 7.7.2019
- Девід Вунагі — 7.7.2019 — 7.7.2024
- Девід Тіва Капу - 7.7.2024 - і тепер